# Erling Askjær Jørgensen
Erling Askjær Jørgensen (født 1933) er en tidligere dansk politiker.
Jørgensen var i 1958 medstifter af firmaet KEMIC Vandrens A/S, som han fra 1970 til 1997 var eneejer af, og han har været selvstændig erhvervsdrivende i vandværksbranchen i omkring 40 år. I dag er han billedkunstner.
Han blev valgt til Folketinget for Fremskridtspartiet ved valgene i 1977, 1979 og 1981. Fra 1982 var han formand for Erhvervsudvalget. 26. august 1983 blev han løsgænger. Han opstillede ikke ved valget i 1984.
Han voksede op på en mindre bondegård i Vorslunde, og det lå i kortene at Erling skulle være landmand. Erling tog derfor tidligt job som karl og fodermester på forskellige gårde.
I 1956 gifter Erling Askjær sig med Ingrid, mens han arbejder som fodermester. Da Erling i 1957 overtager sin storebrors depot, der sælger tilskudsfoder til landbruget, får Erling smag for salget. Erling søger derfor en stilling som sælger i det jyske, hvor han skal sælge automatiske vandværker/pumpeanlæg. Både automatisk vandforsyning og vandhaner var på daværende tidspunkt ukendte i landdistrikterne.
Erling Askjær, så en god mulighed for at sælge bedre vandforsyningsanlæg til bønderne, hvor vandkvaliteten ofte var dårlig og der fandtes store mængder af jern og okker i brøndene.
Med ønsket om at etablere en forretning med fokus på vandbehandlingsanlæg, startede Erling Askjær, sammen med en anden lokal forretningsmand, egen produktion af automatiske vandværker i 1958 i Blåhøj. Den lokale smed var leverandør af de første trykfiltre.
De efterfølgende 10 år, samarbejder de to forretningsdrivende omkring udvikling og afsætning af effektive og moderne vandbehandlingsanlæg under navnet ASOL Vandfilter Industri.

### KEMIC bliver til
I februar 1970 skilles vejene, og virksomheden splittes op i to dele. For Erlings del af virksomheden, finder hustruen Ingrid, på navnet KEMIC, der er dannet ud fra det første bogstav fra navnene på deres børns samt egne forbogstaver; K (Keld), E (Erling), M (Michael), I (Ingrid) og C (Charlotte).
Samme forår køber Erling og hans hustru et stykke værksted på nabogrunden til deres private bolig, på Filskovvej i Blåhøj. Erling sælger 50-70 små gårdanlæg årligt, men får også stor succes med at komme ind til industrivirksomhederne. Der er fart på, Ingrid passer bogholderi og administration og de annoncerer i Smedemestertidende, udstiller på Ungskue (i dag Dyrskuet) i Herning og udsender mail-kampagner i stor stil.

### Fra fodermester til politiker
Fra 1973 engagerer Erling sig sideløbende i politik, først i byrådet i Brande, og sidenhen i Folketinget. Han bruger sin indflydelse i politik på blandt andet at presse på for at få rettet fokus på drikkevandet, og derved sikre, at kommunerne bliver pålagt en forsyningsplan. Ambitionerne for dette tiltag, er at sikre rent drikkevand, også i landdistrikterne. Erling samarbejder med de lokale smede om at dimensionere og indsætte trykforøgere, så vandet kan pumpes helt ud til forbrugerne.
I 1982 udtræder Erling af politik for at hellige sig KEMIC. Han investerer i eget lystryk, der kan printe tegninger op til 120 cm i bredden samt AutoCAD tegneprogram, hvilket udgør en betragtelig investering. Investeringen viser sig at være en god beslutning, og tjenes hjem i løbet af få år.
I 1989 dør Ingrid pludseligt, og Erling gifter sig året efter med Margit og sammen flytter de til Liselundvej i Tjørring, og den tidligere privatbolig indgår som administrationsbygning for KEMIC Vandrens. Fra privatboligen modtages gæster og der serveres hjemmelavede middage for diverse bestyrelser og kunder gennem årene. Under disse seancer, fremvises de imponerende kollager og skitser af de nyeste anlægsløsninger.  
Både Erling og Margit er fuldtidsansatte i KEMIC, og firmaet omfatter nu 14 medarbejdere. KEMIC bygger stadig større vandværker, og i højere grad for kommunale selskaber med fremragende resultater. Blandt andet får KEMIC til opgave at rense vandet fra en boring der ligger en km fra Vesterhavet, hvor der var store problemer med vandkvaliteten. Tilladelse skal søges ved amtet, men der er ikke tillid til, at det vil lykkes. Da Erling tilføjer en no-cure-no-pay garanti på projektet, går det igennem, og vandværket realiseres med de lovede vandbehandlingsresultater. Med dette, undgik vandværket at skulle etablere nye boringer, der ville betyde en stor udgift.

### KEMIC bliver solgt
Frem til 1978 er KEMIC et privat firma, herefter et anpartsselskab, hvor alle aktiviteter førtes over. I 1985 blev det omdannet til et aktieselskab og fra 1990 var alle aktiviteter samlet der.
I 1997 overtager Kemp & Lauritzen KEMIC Vandrens og en tidligere KEMIC-medarbejder varetager direktionsposten. Erling beslutter udelukkende at sælge KEMIC grundet helbredsmæssige udfordringer og fordi Kemp & Lauritzen er et godt match.
Efter salget af KEMIC, trækker Erling og Margit sig tilbage, dog er Erling fortsat meget aktiv med hensyn til læserbreve, og som kunstmaler af både abstrakte og ikke abstrakte motiver. Erling har malet knap 500 malerier siden han trak sig tilbage som direktør.
KEMIC Vandrens A/S bygger i dag stadig større nøglefærdige vandbehandlingsanlæg, til private og offentlige vandbehandlingsaktører og forsyninger. KEMIC vandbehandlingsanlæg, omfatter udover større stationære anlæg, også mobile afværgeanlæg til behandling af vandforureninger som PFAS, pesticider, tungmetaller mm. KEMIC har derudover en veletableret service- og montageafdeling og har siden starten i 1958, bygget mere end 3000 vandbehandlingsanlæg.  